# 古拉帕迪尼鄉
43°46′N 24°19′E / 43.767°N 24.317°E
古拉帕迪尼鄉（羅馬尼亞語：Comuna Gura Padinii, Olt），是羅馬尼亞的鄉份，位於該國南部，由奧爾特縣負責管轄，處於布加勒斯特以南160公里，每年平均降雨量882毫米，海拔高度44米，2007年人口1,916。